# 유교역
유교역(Yugyo station, 流交驛)은 강원도 원주시 행구동에 위치한 중앙선의 신호장이었다.

## 역명 유래
역 근처에 유암(流岩)마을이 있어 여기서 '유'자와 교행을 뜻하는 '교'자를 붙여 유교역이 되었다.

## 역사
- 1977년 3월 1일: 신호장으로 영업 개시[1]
- 1995년 8월 10일: 유인신호장으로 승격[2]
- 2005년 4월 1일: 무인신호장으로 격하
- 2021년 1월 5일 : 폐역